# K2-146b
 K2-146 b là một hành tinh ngoại giống như sao Hải Vương được phát hiện vào năm 2018 quay quanh một ngôi sao loại M và được tìm thấy trong chòm sao Cự Giải. Nó được phát hiện bởi Kính viễn vọng Không gian Kepler. Nó quay quanh một ngôi sao có khối lượng thấp. Nó cũng là ngoại hành tinh duy nhất có quỹ đạo quanh K2-146. Cụ thể, nó quay gần mặt trời hơn so với Sao Thủy và gần 97% so với mặt trời so với Trái Đất so với Trái Đất của chúng ta, nó quay rất nhanh và nằm trong khu vực được coi là 'vùng có thể ở được'.